# Henry Wilde
Vous lisez un « bon article » labellisé en 2009.
Pour les articles homonymes, voir Wilde.
Henry Tingle Wilde, né le 21 septembre 1872 à Walton (Liverpool) et mort le 15 avril 1912 à bord du Titanic, est un marin britannique. Entré au service de la White Star Line en 1897, il gravit progressivement les échelons au sein des états-majors de la compagnie et devient finalement, en 1911, commandant en second de l’Olympic. Sa vie de famille est à l'époque délicate, puisque sa femme est morte en 1910, de même que ses deux plus jeunes enfants. Wilde élève donc quatre autres enfants avec sa sœur.
En avril 1912, il est nommé à la dernière minute au poste de commandant en second à bord du Titanic, nouveau navire de la compagnie. Le 14 avril au soir, le navire entre en collision avec un iceberg et commence à couler. Wilde participe au chargement des canots, bien que la direction des opérations soit assurée par deux officiers moins gradés. Ses agissements sont peu connus : il est cependant avéré que c'est lui qui a demandé au commandant de fournir des armes aux officiers pour éviter des émeutes. Les derniers témoins l'ont également vu tenter de libérer deux radeaux pliables. Il disparaît dans la catastrophe, et son corps n'a jamais été récupéré ou identifié.

## Biographie

### Jeunesse et carrière

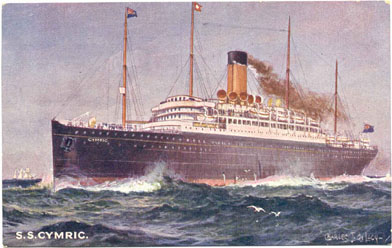
Wilde a servi un temps sur le Cymric.

Henry Tingle Wilde est né le 21 septembre 1872 à Walton dans le Merseyside en Angleterre. Après un apprentissage sur les navires de Messrs James Chambers & Co. à Liverpool, il rejoint la Maranhan Steamship Company comme officier. En juillet 1897, il rejoint la White Star Line comme officier adjoint. Il sert surtout sur la ligne Liverpool - New York et parfois aussi à destination de l'Australie. Il sert entre autres sur l'Arabic de juin à octobre 1905, sur le Celtic de décembre 1905 à avril 1906, sur le Medic de septembre 1906 à avril 1908 et sur le Cymric de juin à septembre 1908. Il devient par la suite Lieutenant dans la Marine de réserve.
En août 1911, il devient commandant en second sur l'Olympic où il travaille sous les ordres d'Edward Smith, et se trouve à bord lorsque le navire entre en collision avec le croiseur HMS Hawke le 20 septembre 1911.
Il a, à cette époque, une situation familiale difficile puisque son épouse est décédée le 24 décembre 1910, et que ses jumeaux en bas âge ont péri le même mois, probablement de la scarlatine. Il lui reste cependant quatre enfants (Jane, Harry, Arnold et Nancy) et une sœur.

### Service à bord duTitanic

#### Une mutation de dernière minute

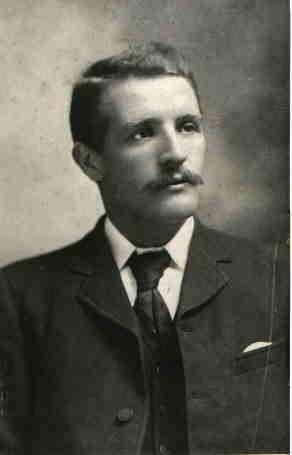
William McMaster Murdoch devait occuper la place de Wilde sur le Titanic.

En avril 1912, tout destine Henry Wilde à rester commandant en second sur l’Olympic, sous le commandement du capitaine Herbert James Haddock qui se trouve, pour son premier commandement d'un paquebot de cette taille, privé d'un officier de qualité, William McMaster Murdoch, ainsi que du chef mécanicien Joseph Bell, du médecin du bord William O'Loughlin et du commissaire Hugh McElroy,. Il est ensuite prévu qu'il soit commandant sur un navire plus petit de la compagnie.
Cependant, à la dernière minute, il est décidé de le faire embarquer sur le Titanic en tant que commandant en second. William Murdoch et Charles Lightoller se retrouvent de fait rétrogradés aux postes de premier et second officier, tandis que le second officier David Blair quitte le navire. On ne sait si ces changements ont été demandés par Smith lui-même ou par des membres de la direction de la compagnie. Grâce à ce changement, les trois officiers les plus gradés viennent de l’Olympic et sont donc qualifiés pour le maniement d'un tel navire.
Quoi qu'il en soit, cette décision a deux conséquences plus ou moins fâcheuses puisque Haddock, inexpérimenté face à un si grand navire, manque d'échouer l’Olympic et que David Blair quitte le Titanic sans dire à quiconque où il a rangé les jumelles du nid-de-pie, qui ne seront jamais retrouvées. D'autres avancent que Blair a emporté avec lui la clé du placard contenant les jumelles,, mais il est aussi possible que ce soit la clé du téléphone du nid-de-pie, dont un autre exemplaire se trouve sur le navire,,. Ceci entraîne également un certain ressentiment et une certaine confusion au sein de l'équipage. Dans ses mémoires, Charles Lightoller parle en effet d'un « changement douteux », survenu « malheureusement »,.

#### Un voyage tranquille
Wilde signe donc le 9 avril 1912 (pour un salaire de 25 £ par mois) et embarque le lendemain, jour du départ, à 6 heures du matin. Avant le départ, c'est lui qui est chargé de vérifier les équipements, les provisions, et de façon générale que le navire est prêt. Lorsque le pilote monte à bord, Wilde se rend avec Lightoller sur le pont avant pour guider les manœuvres. Durant le voyage, il est de quart sur la passerelle de 2 heures à 6 heures la nuit, et de 14 à 18 heures le jour. Il s'occupe également de tenir le journal de bord du navire. Le 14 avril, son quart se passe tranquillement, sans changement dans la course du navire, puis il cède la place à Lightoller qui reste en poste jusqu'à 22 heures. On ne sait pas ce qu'il fait ensuite jusqu'à la collision.

#### Le naufrage

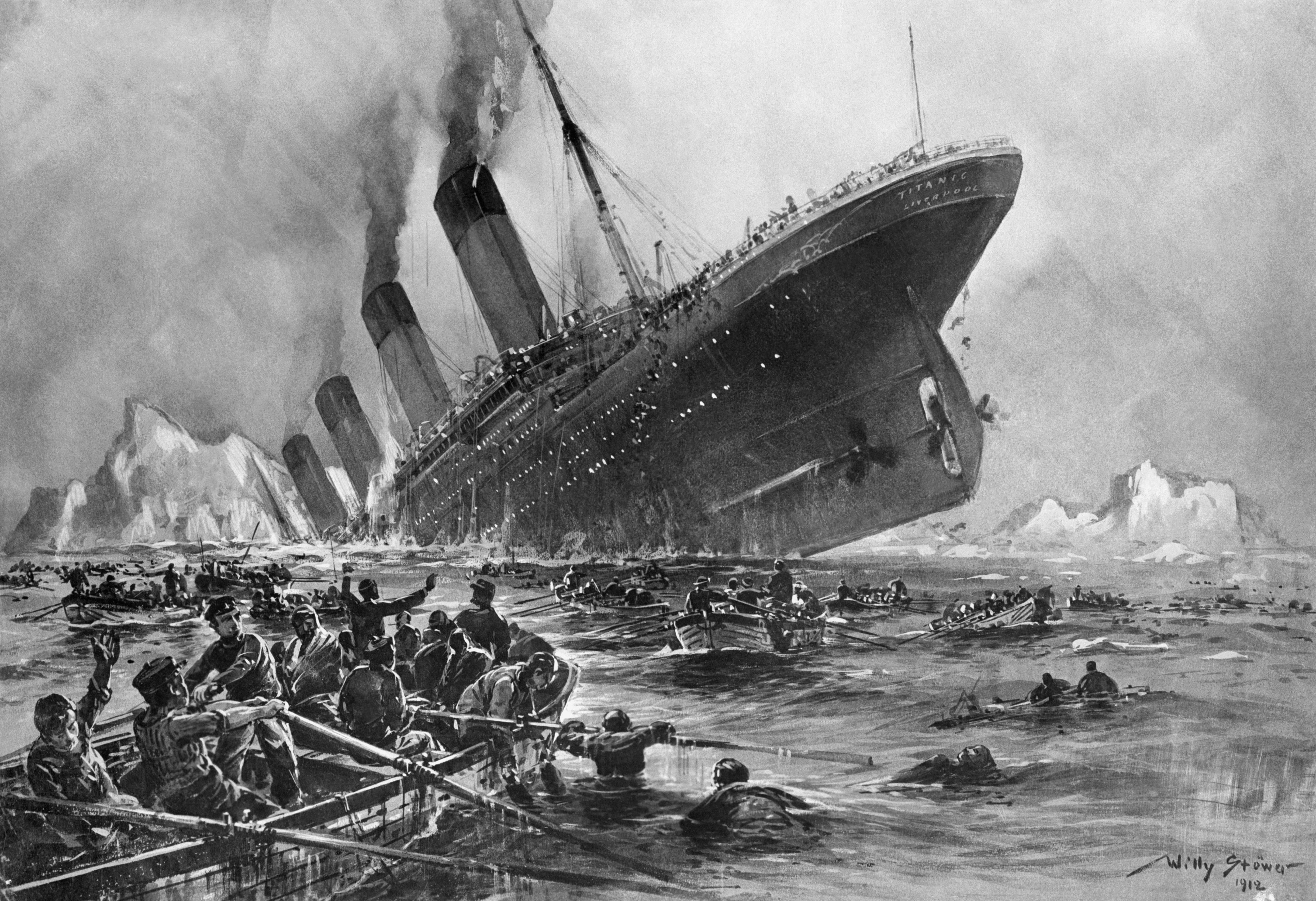
Le naufrage du Titanic peint par Willy Stöwer

Peu après le choc, il se rend près de la proue où il apprend qu'il y a des dégâts, cependant réduits. Il fait son rapport à la passerelle puis inspecte les compartiments avant avec le commandant et Thomas Andrews, le concepteur du navire. Durant le naufrage, il s'occupe de découvrir les canots et se charge du côté bâbord. Cependant, Lightoller prend vite le contrôle des opérations, ayant déjà vécu un naufrage dans sa vie,.
Henry Wilde est très peu cité par les survivants et ses activités restent en grande partie un mystère. Les rancœurs consécutives au changement de hiérarchie transparaissent également lors du naufrage puisque Murdoch et Lightoller demandent systématiquement confirmation de ses ordres au capitaine. On connaît cependant une partie de ses occupations. Toute la soirée, il travaille avec soin au chargement des canots de sauvetage, et c'est lui qui, vers 1 heure 30, ordonne au cinquième officier Harold Lowe d'embarquer dans le canot no 14, probablement à la suite des coups de feu qu'il a tirés le long de la coque. C'est également lui qui demande à Lightoller de distribuer les armes à feu,. Le fait qu'il ait demandé ces armes est significatif quant à la tension qui régnait à bord, puisque, selon les témoignages, Wilde arborait une forte carrure (il mesurait 1,85 m) et forçait le respect. Le major Arthur Peuchen raconte ainsi que Wilde a arrêté à mains nues un groupe de soutiers et de chauffeurs qui tentait d'embarquer dans un canot.
Par la suite, il se rend à tribord pour aider au chargement du radeau pliable C, selon les dires de Joseph Bruce Ismay qui embarque lui-même dans ce canot, puis du pliable D, de l'autre côté du navire. Après avoir tenté en vain d'y faire embarquer Lightoller, il tente sans succès de mettre les canots pliables A et B à l'eau, ces derniers étant positionnés sur le toit du quartier des officiers sans dispositifs pour les descendre,. Au cours du naufrage, voyant que le navire avait tendance à gîter sur tribord, il aurait également lancé un ordre improbable : « Tous à bâbord ! », dans l'espoir de redresser le navire,.
Wilde disparaît dans le naufrage, et son corps, s'il fut retrouvé, n'a jamais été identifié. Sa famille reçoit des fonds en dédommagement, de la part du fonds de soutien dédié aux victimes du naufrage. Un cénotaphe et un obélisque sont à son nom dans le cimetière de Kirkdale, à Liverpool, avec la mention : « Capitaine Henry T. Wilde, commandant en second qui trouva la mort dans la catastrophe du Titanic le 15 avril 1912 à 38 ans. Héros britannique ».
Lors de l'escale du Titanic à Queenstown le 11 avril 1912, il avait écrit à sa sœur : « Je n'aime vraiment pas ce bateau... J'ai un drôle de sentiment à son propos, ».